# A9 (Griekenland)
De A9 is een autosnelweg in Griekenland. De snelweg verbindt Patras met Kalamáta. Bij Patras sluit de weg aan op de A8 en bij Kalamáta op de A7. De autosnelweg maakt deel uit van de Europese weg 55.